# S2 Games
S2 Games була компанією з розробки відеоігор, заснованою Марком «Малікеном» ДеФорестом, Джессі Хейзом і Семом МакГратом у Ронерт-Парку, Каліфорнія . .

## Історія
Їхній перший проект був поєднанням стратегії в реальному часі, шутером від третьої особи та RPG й мав назву Savage: The Battle for Newerth, він був випущений влітку 2003 року. Згодом вони випустили продовження, Savage 2: A Tortured Soul, 16 січня 2008 року. Їхня третя частина серії Savage: Heroes of Newerth була схожою на кастомну гру Defence of the Ancients, була випущена 12 травня 2010 року.
У 2015 році студія S2 Games продала права на Heroes of Newerth компанії Garena, щоб зосередитися на Strife, їх MOBA другого покоління.  
Згодом Garena перемістили Heroes of Newerth до Frostburn Studios, дочірньої компанії Garena, розташованої в Каламазу, США, штат Мічиган

## Ігри
- Savage: The Battle for Newerth (2003) (Windows, Macintosh, Linux)
- Savage 2: A Tortured Soul (2008) (Windows, Macintosh, Linux)
- Heroes of Newerth (2010) (Windows, Macintosh, Linux)
- Strife (2015) (Windows, Macintosh, Linux)
- Savage Resurrection (2016) (Windows)
- Brawl of Ages (2017) (Windows)

## Ключові події
- У 2003 році S2 Games випустили Savage: The Battle for Newerth, свою першу комерційну гру.
- У 2004 році троє колишніх співробітників S2 Games залишили компанію, щоб створити Offset Software .
- У 2006 році S2 Games повторно випустили Savage: The Battle for Newerth але вже безкоштовно. [3]
- У 2008 році S2 Games випустили Savage 2: A Tortured Soul .
- У 2009 році S2 Games перевипустили Savage 2: A Tortured Soul як безкоштовну гру.
- У 2010 році S2 Games випустили Heroes of Newerth .
- У 2011 році S2 Games перевипустили Heroes of Newerth безкоштовно .
- У 2012 році S2 Games зробили всіх героїв у Heroes of Newerth абсолютно безкоштовними для онлайн-ігор. [1]
- У 2012 році було зареєстровано понад 10 000 000 облікових записів користувачів Heroes of Newerth . [1]
- У 2013 році S2 Games анонсувала Strife, майбутню «MOBA другого покоління».
- У 2015 році S2 Games продала власність Heroes of Newerth зі свого лейбла в руки Garena і Frostburn Studios.
- У 2017 році Savage Resurrection було перевидано як безкоштовну гру.
- У 2023 році S2 Games, можливо, продовжувала підтримувати існуючі ігри меншими командами, одночасно вивчаючи нові можливості розробки ігор або партнерства для підтримки компанії.П